# Gornja Tuzla
Gornja Tuzla (en cyrillique : Горња Тузла) est une localité de Bosnie-Herzégovine. Elle est située sur le territoire de la ville de Tuzla, dans le canton de Tuzla et dans la fédération de Bosnie-et-Herzégovine. Selon les premiers résultats du recensement bosnien de 2013, elle compte 3 108 habitants.

## Géographie
La localité est située dans les faubourgs est de Tuzla, sur les bords de la rivière Jala, un affluent de la Spreča.

## Démographie

### Évolution historique de la population dans la localité
| 1948 | 1953 | 1961  | 1971  | 1981  | 1991  | 2013  |
| ---- | ---- | ----- | ----- | ----- | ----- | ----- |
| -    | -    | 2 880 | 2 990 | 3 057 | 3 237 | 3 108 |

|  |

### Communauté locale
En 1991, la communauté locale de Gornja Tuzla comptait 4 424 habitants, répartis de la manière suivante :